# 王瑛 (上海縣知縣)
王瑛（？—？），山东人，明朝政治人物。

## 生平
王瑛曾接替康伯愚任上海县知县一职，由唐鑑接任。